# Sankt Niels Kirke (Sild)
Sankt Niels Kirke (også Sankt Nils Kirke, på tysk også Dorfkirche≈Landsbykirke) er en kirke beliggende i byen Vesterland på den nordfrisiske ø Sild i det nordvestlige Sydslesvig i den nordtyske delstat Slesvig-Holsten. Kirken er viet til Sankt Nikolaus. Den er den historiske sognekirke i Vesterland Sogn.
Kirken er opført i 1634 af teglsten. Menigheden benyttede før Ejdums Kirke, men da denne nedbrydes, fik en nederlandsk skipper dens
bly og kobber mod at bygge den nuværende, hvis alter er endnu fra den ældre kirke. I 1789 blev kirken i større omfang udvidet. I 1842 blev der opført et nyt klokkehus. I 1875 blev der bygget det nuværende tårn. Af interiøret kan nævnes granitdøbefonten med indskrift og den trefløjede sengotiske altertavles, om viser Jomfru Marias kroning flankeret af Skt. Nikolaus og Dionysos i midterfeltet og apostlene i sidefelterne. Den 14-armede lysekrone er fra 1682. Prædikestolen er fra 1751. Orglet er udført af Marcussen & Søn i Aabenraa i 1876.
Menigheden hører under den lutherske nordtyske kirke. Kirken benyttes også af øens danske menighed, som ellers holder til Staldkirken.
- Kirkerummet
- Orgelpulpitur
- Sengotisk altertavle
- Sengotisk passionskors fra middelalderen
- Lysekrone fra 1682